# Ỹ
Der Buchstabe Ỹ (kleingeschrieben ỹ) ist ein Buchstabe des lateinischen Schriftsystems, bestehend aus einem Y mit Tilde. In Guaraní stellt dieser Buchstabe das nasalierte Y dar. Außerdem wird der Buchstabe in der vietnamesischen Sprache verwendet und stellt das Y im unterbrochen steigenden Ton dar.

## Darstellung auf dem Computer
Unicode enthält das Y mit Tilde an den Codepunkten U+1EF8 (Großbuchstabe) und U+1EF9 (Kleinbuchstabe). In VISCII belegt der Buchstabe die Stellen 0x19 (Großbuchstabe) und 0xDB (Kleinbuchstabe).
In TeX kann man das Ỹ mit den Befehlen \tilde Y und \tilde y bilden.